# ویتوتاس لانزبرگیس
ویتوتاس لانزبرگیس (انگلیسی: Vytautas Landsbergis؛ زادهٔ ۱۸ اکتبر ۱۹۳۲) سیاستمدار اهل لیتوانی است.
وی پس از استقلال لیتوانی از شوروی به عنوان رئیس شورای عالی لیتوانی از سال ۱۹۹۰ تا ۱۹۹۲ انتخاب شد، پس از آن به عضویت پارلمان لیتوانی درآمد، لانزبرگیس همچنین از سال ۲۰۰۴ تا ۲۰۱۴ عضو پارلمان اروپا بوده‌است.